# Brosimum acutifolium
Brosimum acutifolium là một loài thực vật có hoa trong họ Moraceae. Loài này được Huber mô tả khoa học đầu tiên năm 1910.